# 20-та танкова дивізія (Третій Рейх)
20-та танкова дивізія (Третій Рейх) (нім. 20. Panzer-Division) — танкова дивізія Вермахту в роки Другої світової війни.

## Історія
20-та танкова дивізія була сформована 15 жовтня 1940 у Ерфурті у IX-му військовому окрузі (нім. Wehrkreis IX).

## Райони бойових дій та дислокації дивізії
- Німеччина (листопад 1940 — червень 1941);
- Східний фронт (центральний напрямок) (червень 1941 — травень 1944);
- Східний фронт (південний напрямок) (травень — серпень 1944);
- Румунія (серпень — жовтень 1944);
- Німеччина (Східна Пруссія) (жовтень 1944 — січень 1945);
- Угорщина (січень — лютий 1945);
- Польща, Східна Німеччина (лютий — травень 1945).

## Командування

### Командири
- генерал-майор, з 1 лютого 1941 генерал-лейтенант Горст Штумпф (нім. Horst Stumpff) (13 листопада 1940 — 10 вересня 1941);
- оберст Георг фон Бісмарк (нім. Georg von Bismarck) (10 вересня — 13 жовтня 1941), ТВО;
- генерал-майор Вільгельм фон Тома (нім. Wilhelm Ritter von Thoma) (13 жовтня 1941 — 30 червня 1942);
- генерал-майор Вальтер Дюферт (нім. Walther Düvert) (1 липня — 10 жовтня 1942);
- оберст, з 1 грудня 1942 генерал-майор Генріх фон Лютвіц (нім. Heinrich Freiherr von Lüttwitz) (10 жовтня 1942 — 11 травня 1943);
- генерал-лейтенант Мортімер фон Кессель (нім. Mortimer von Kessel) (12 травня 1943 — 1 січня 1944);
- оберст Вернер Маркс (нім. Werner Marcks) (1 січня — 1 лютого 1944), ТВО;
- генерал-лейтенант Мортімер фон Кессель (2 лютого — 5 листопада 1944);
- оберст, з 1 січня 1945 генерал-майор Герман фон Оппельн-Брониковскі (нім. Hermann von Oppeln-Bronikowski) (6 листопада 1944 — 8 травня 1945).

## Нагороджені дивізії
Нагороджені дивізії
|                                   | Кавалери Нагрудного знаку ближнього бою в золоті                                                           | 2 |
|                                   | Кавалери Золотого Німецького Хреста                                                                        | 108 |
|                                   | Кавалери Срібного Німецького Хреста                                                                        | 6 |
|                                   | Кавалери Лицарського хреста Залізного хреста з Дубовим листям та Мечами                                    | 1 (№ 142 генерал-майор Герман фон Оппельн-Брониковскі — 17.04.1945)                                                                                |
|                                   | Кавалери Лицарського хреста Залізного хреста з Дубовим листям                                              | 3 (№ 537 оберст Рудольф Август Демме — 28.07.1944 № 538 майор Пауль Шульце — 28.07.1944 № 611 генерал-лейтенант Мортімер фон Кессель — 16.10.1944) |
| Лицарський хрест Залізного хреста | Кавалери Лицарського хреста Залізного хреста                                                               | 35 |
|                                   | Кавалери Почесної Відзнаки Сухопутних військ «Почесна застібка на орденську стрічку для Сухопутних військ» | 19 |

- Нагороджені Сертифікатом Пошани Головнокомандувача Сухопутних військ (6)

## Бойовий склад 20-ї танкової дивізії
- штаб дивізії
  - 92-й моторизований картографічний відділ
- 20-та мотопіхотна бригада:
  - 59-й мотопіхотний полк;
  - 112-й мотопіхотний полк;
  - 20-й мотоциклетний батальйон;
- 21-й танковий полк;
- 92-й моторизований артилерійський полк;
- 92-й танковий розвідувальний батальйон;
- 92-й батальйон самохідної артилерії;
- 92-й інженерно-саперний батальйон;
- 92-й танковий батальйон зв'язку;
- 92-й інтендантський загін;
- 92-й польовий запасний батальйон.

- штаб дивізії
  - 92-й моторизований картографічний відділ
- 20-та мотопіхотна бригада:
  - 59-й мотопіхотний полк;
  - 112-й мотопіхотний полк;
  - 20-й мотоциклетний батальйон (Kradschützen-Bataillon 20);
- 21-й танковий полк;
- 92-й артилерійський полк;
- 20-й розвідувальний батальйон;
- 92-й батальйон самохідної артилерії;
- 92-й протитанковий дивізіон;
- 92-й інженерно-саперний батальйон;
- 92-й батальйон зв'язку;
- 92-й інтендантський загін;
- 92-й польовий запасний батальйон.

- штаб дивізії
  - 92-й моторизований картографічний відділ;
- 21-й танковий полк;
- 59-й мотопіхотний полк;
- 112-й мотопіхотний полк;
- 92-й самохідний артилерійський полк;
- 20-й моторизований розвідувальний батальйон;
- 295-й зенітно-артилерійський дивізіон;
- 92-й протитанковий дивізіон;
- 92-й самохідний саперний батальйон;
- 92-й батальйон зв'язку;
- 92-й моторизований інтендантський загін;
- 92-й польовий запасний батальйон.

- штаб дивізії
  - 92-й моторизований картографічний відділ;
- 21-й танковий полк;
- 59-й панцер-гренадерський полк;
- 112-й панцер-гренадерський полк;
- 92-й самохідний артилерійський полк;
- 20-й моторизований розвідувальний батальйон;
- 295-й зенітно-артилерійський дивізіон;
- 92-й протитанковий дивізіон;
- 92-й самохідний саперний батальйон;
- 92-й батальйон зв'язку;
- 92-й моторизований інтендантський загін;
- 92-й польовий запасний батальйон.